# Aspilapteryx tessellata
Aspilapteryx tessellata är en fjärilsart som först beskrevs av Turner 1940.  Aspilapteryx tessellata ingår i släktet Aspilapteryx och familjen styltmalar. Inga underarter finns listade i Catalogue of Life.